# Zaal Volksbelang
Zaal Volksbelang was een feest- en concertzaal in Mechelen. De zaal – die zich recht tegenover de Sint-Romboutstoren bevond – was eigendom van de Christelijke Arbeidersbeweging ACW, en fungeerde ook een tijdje als bioscoop.
Eind jaren 60 traden The Kinks er al op, maar pas in de jaren 80 groeide het Volksbelang echt uit tot een van de belangrijkste zalen voor rockoptredens in België, waar vaak ook grote buitenlandse acts langskwamen voor concerten.
Een overzicht van de belangrijkste groepen die in het Volksbelang optraden:
- The Small Faces (1968)
- The Kinks (18 november 1967)
- Adam's Recital (18 november 1967)
- Fischer-Z (16 april 1981)
- Bow Wow Wow (8 november 1981)
- The Kids (28 januari 1982)
- De Kreuners (2 april 1982)
- Depeche Mode (3 april 1982)
- Urbanus (6-9 mei 1982)
- The Go-Go's (31 oktober 1982)
- Madness (27 november 1982)
- The Dead Kennedys, met in het voorprogramma MDC (4 december 1982)
- U2 (10 december 1982)
- Joe Jackson (12 februari 1983)
- Mari Wilson (8 april 1983)
- Doe Maar (14 oktober 1983)
- Kim Wilde (25 november 1983)
- Chow-Chow, The Scabs, The Bollock Brothers (20 april 1984)
- Big Country (28 november 1984)
- TC Matic (20 december 1984)

Daarnaast traden onder andere ook Joe Jackson, TC Matic, The Scabs (met in het voorprogramma The Choice, dat later K's Choice zou worden), Clouseau en The Bollock Brothers er op.
De Antwerpse punkband The Kids nam er op 28 januari 1982 (met de Rolling Stones Mobile Studio) ook een deel van hun live-lp 'If The Kids..' op (het andere gedeelte werd in het Antwerpse Hof ter Lo opgenomen).
Ondertussen is de naam van de zaal veranderd in TheAtrium. Rockoptredens vinden er al lang niet meer plaats.
Eind april 2011 werd de zaal zelfs verzegeld door de Mechelse brandweer vanwege allerlei problemen met de brandveiligheid.